# Johan Elofsson
Johan Elofsson (Elofssönernas ätt), död efter år 1295, var ordensriddare i Tyska orden och därmed en av mycket få till namnet kända svenska ordensriddare. Han blev ordensriddare senast år 1281.   

## Biografi
Johan Elofsson var son till en östgötsk högfrälseman Elof om vilken man inte vet mycket mer än att han med sin hustru begravdes i Alvastra kloster. Elofsson donerade gods i Östergötland och på Öland till det av hans syster S:ta Ingrid av Skänninge grundade Skänninge nunnekloster.

### Familj
Johan Elofsson var gift med Karlsdotter (Fånöätten) (död 1281), dotter till Karl Tjälfvesson (Fånöätten). De fick tillsammans dottern Kristina Johansdotter (död 1293) som var gift med riddaren och riksrådet Birger Persson (Finstaätten).